# 杭州路 (上海)
杭州路是中華人民共和國上海市楊浦區的一條道路，西起杨树浦港，东至隆昌路。全长1776米。杭州路原址是一條河流。清朝光绪三十四年（1908年），河流被填埋並建成加尔各答路（Calcutta Road），道路名稱來源自印度加爾各答。中華民国4年（1915年）道路更名為黑龙路，一說又叫呼伦路、胡伦路。中華民国32年（1943年），道路更名為杭州路，路名來自於浙江杭州。宁武路以西路段原本同樣為河流，1958年，該河流被填埋，杭州路延伸至宁武路以西。道路沿途有復旦大學附屬婦產科醫院、上海市楊浦區中醫醫院、上海市第一康復醫院、上海市財經大學附屬中學。